# شهرستان ویل (ایلینوی)
شهرستان ویل، ایلینوی (به انگلیسی: Will County, Illinois) شهرستانی در ایالات متحده آمریکا است که در ایلینوی واقع شده‌است.

## خصوصیات
شهرستان ویل ۲٬۱۹۸٫۹۱ کیلومترمربع مساحت دارد.

## نگارخانه

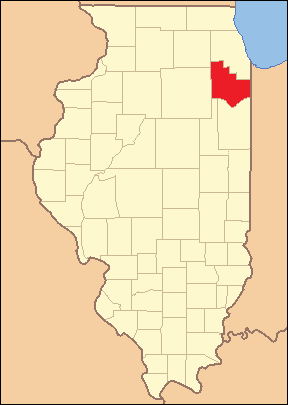
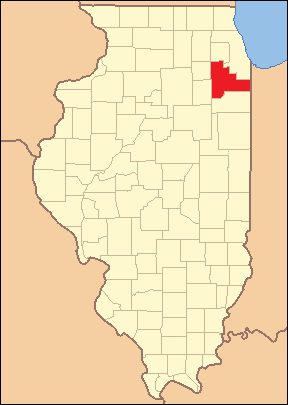